# Süddeutsche Fußballmeisterschaft 1916/17
Die süddeutsche Fußballmeisterschaft 1916/17 des Süddeutschen Fußball-Verbandes gewannen die Stuttgarter Kickers mit drei Punkten Vorsprung gegenüber der SpVgg Fürth in der Verbandsendrunde. Dies war der dritte und letzte Gewinn der süddeutschen Fußballmeisterschaft für die Stuttgarter. Eine Teilnahme an der deutschen Fußballmeisterschaft blieb ihnen jedoch verwehrt, da diese aufgrund des Ersten Weltkriegs nicht ausgetragen wurde.

## Modus und Übersicht
Wie in den Vorjahren wurde in vier regionalen Bezirken Bezirksmeister ermittelt, die in einer Endrunde im Rundenturnier den süddeutschen Fußballmeister ausspielten.
| Bezirk    | Bezirksmeister        |
| --------- | --------------------- |
| Nordkreis | FSV Frankfurt         |
| Ostkreis  | SpVgg Fürth           |
| Südkreis  | Stuttgarter Kickers   |
| Westkreis | FC Pfalz Ludwigshafen |

## Nordkreis
Im Nordkreis wurde im Rundenturnier mit drei Teilnehmern der Sieger ausgespielt. Die drei teilnehmenden Mannschaften qualifizierten sich für diese Bezirksendrunde über regionale Ligen, deren Tabellenstände nur teilweise überliefert sind. Im Gau Südmain ist eine Herbst- und eine Frühlingsrunde überliefert, die beide der FSV Frankfurt gewann.
| Pl. | Verein                           | Sp. | S | U | N | Tore    | Quote | Punkte |
| --- | -------------------------------- | --- | - | - | - | ------- | ----- | ------ |
| 1.  | FSV Frankfurt                    | 4   | 3 | 0 | 1 | 016:400 | 4,00  | 06:20  |
| 2.  | Frankfurter FV Amicitia und 1902 | 4   | 2 | 0 | 2 | 011:700 | 1,57  | 04:40  |
| 3.  | Viktoria Aschaffenburg           | 4   | 1 | 0 | 3 | 002:180 | 0,11  | 02:60  |

## Ostkreis
Im Ostkreis wurde im K.-o.-System mit vier Teilnehmern der Sieger ausgespielt. Die vier teilnehmenden Mannschaften qualifizierten sich über regionale Ligen für diese Bezirksendrunde. Im Gau Mittelfranken ist eine Herbstrunde überliefert, die die SpVgg Fürth gewann. Im Gau Oberbayern Gruppe 1 ist die F.A. Bayern im Münchener SC als Sieger überliefert. Die Halbfinalspiele wurden am 21. Januar 1917 und 28. Januar 1917 ausgetragen. Die beiden Finalpartien fanden am 25. Februar 1917 und 4. März 1917 statt.
Qualifikation:
|                             | Gesamt |                | Hinspiel | Rückspiel |
| --------------------------- | ------ | -------------- | -------- | --------- |
| F.A. Bayern im Münchener SC | 13:2   | MTV Ingolstadt | 8:2      | 5:0       |
| SpVgg Fürth                 | 04:3   | 1. FC Nürnberg | 2:2      | 2:1       |

Halbfinale:
|                             | Gesamt |                    | Hinspiel | Rückspiel |
| --------------------------- | ------ | ------------------ | -------- | --------- |
| F.A. Bayern im Münchener SC | 13:0   | TV Regensburg      | 7:0      | 6:0       |
| SpVgg Fürth                 | 15:1   | Würzburger Kickers | 9:0      | 6:1       |

Finale:
|             | Gesamt |                             | Hinspiel | Rückspiel |
| ----------- | ------ | --------------------------- | -------- | --------- |
| SpVgg Fürth | 4:3    | F.A. Bayern im Münchener SC | 3:2      | 1:1       |

## Südkreis
Im Südkreis wurde im K.-o.-System mit drei Teilnehmern, welche sich über regionale Ligen für die Bezirksendrunde qualifizierten, der Sieger ausgespielt. Im Gau Schwaben setzten sich die Stuttgarter Kickers im Finale gegen den FC Union Stuttgart in drei Spielen durch. Der Gau Elsaß wurde vom Straßburger FV gewonnen.
Halbfinale:
|                     | Ergebnis |                 |
| ------------------- | -------- | --------------- |
| Stuttgarter Kickers | 10:00    | 1. FC Pforzheim |
| Straßburger FV      |          | Freilos         |

Finale:
|                     | Ergebnis |                |
| ------------------- | -------- | -------------- |
| Stuttgarter Kickers | 10:30    | Straßburger FV |

## Westkreis
Im Westkreis wurde im Rundenturnier mit drei Teilnehmern der Sieger ausgespielt. Die drei teilnehmenden Mannschaften qualifizierten sich über regionale Ligen für diese Bezirksendrunde. Phönix Mannheim ist als Sieger des Gaus Mannheim überliefert.
| Pl. | Verein                | Sp. | S | U | N | Tore    | Quote | Punkte |
| --- | --------------------- | --- | - | - | - | ------- | ----- | ------ |
| 1.  | FC Pfalz Ludwigshafen | 4   | 2 | 1 | 1 | 004:200 | 2,00  | 05:30  |
| 2.  | Phönix Mannheim       | 4   | 2 | 0 | 2 | 006:300 | 2,00  | 04:40  |
| 3.  | Alemannia Worms       | 4   | 1 | 1 | 2 | 001:600 | 0,17  | 03:50  |

## Endrunde um die süddeutsche Meisterschaft
In der süddeutschen Fußballendrunde trafen die vier Sieger der Bezirke im Rundenturnier aufeinander.
| Pl. | Verein                                   | Sp. | S | U | N | Tore    | Quote | Punkte |
| --- | ---------------------------------------- | --- | - | - | - | ------- | ----- | ------ |
| 1.  | Stuttgarter Kickers (Sieger Südkreis)    | 6   | 4 | 2 | 0 | 021:500 | 4,20  | 10:20  |
| 2.  | SpVgg Fürth (Sieger Ostkreis)            | 6   | 3 | 1 | 2 | 016:700 | 2,29  | 07:50  |
| 3.  | FSV Frankfurt (Sieger Nordkreis)         | 6   | 3 | 0 | 3 | 004:120 | 0,33  | 06:60  |
| 4.  | FC Pfalz Ludwigshafen (Sieger Westkreis) | 6   | 0 | 1 | 5 | 002:190 | 0,11  | 01:11  |